# The Internet Engineering Task Force
Internet Engineering Task Force (IETF) er et standardiseringsorgan for dataprotokoller, der udvikler og fremmer internetstandarder i nært samarbejde med W3C og standardiseringsorganisationerne ISO og IEC. Organisationen arbejder særligt med standarderne inden for TCP/IP. Standarddokumenter fra IETF bliver publiceret i serien Request for Comments (RFC), der er frit tilgængelig på Internettet.
Organisation holdt sit første møde i 1986. 